# 鋒 (氣象)

天氣圖上常見的鋒面記號一覽：

| - 1. 冷鋒 - 2. 暖鋒 - 3. 滯留鋒 - 4. 囚錮鋒 | - 5. 表面接觸帶 - 6. 颮線或風切線 - 7. 乾線 - 8. 熱帶波 - 9. 高空暖槽 |

气象学上的锋（英語：weather front）或锋区是指具有强水平温度梯度、较大静力稳定性及较大气旋性涡度的狭长地带，出现在两个密度不同的气团之间。其宽约数十或数百千米，长约上千千米，属于中尺度天气系统。锋在天氣圖上表现随高度向冷区倾斜的等温线密集带。由于锋的长度比宽度要大一个量级，通常也被简化为面而被称为锋面，锋面与地面的交线被称为锋线。锋生成和消散的机制分别被称为锋生和锋消。
锋两侧的气团之间存在明显的密度差异，这一差异往往是由温度差异而引起，且常伴有湿度和露点温度的差异。受锋附近气压场分布的影响，锋往往处在低压槽中，两侧的风具有气旋式的切变。锋区内部的温度、气压、风向等气象要素的变化非常剧烈，其附近常存在有大片的云系和降水现象，但这些天气现象的表现因锋的类型的不同而有所差异。天气学上常将锋分为冷锋、暖锋、准静止锋和锢囚锋四种类型进行分析，每一类锋可被归纳出典型的天气模式，但具体的天气过程受到大气的垂直运动、水汽输送条件和大气层结稳定度的影响。

## 地理分布

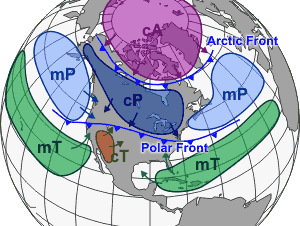
根据波杰龙分类法绘制的气团和锋的分布。标记气团的第一个字母描述气团的湿度特性：c 表示干气团，m 表示湿气团；第二个字母描述气团的温度特性：T 表示热带，P 表示极地，A 表示南北极。北极锋和极锋分隔开了不同温度带上的气团

锋是两个气团之间的过渡区域，按照气团所属的地理类型的不同，锋又可被分为北极锋、极锋和副热带锋：:67
1. 北极锋出现在极地气团内部的极地东风带与中纬西风带之间；
2. 极锋出现在极地气团和中纬度气团之间，其两侧分别是极地西风带和副热带高气压带；
3. 副热带锋出现在对流层中上部，分隔对流层中纬度气团和对流层下部热带气团。

极锋在对流层中层（约 500 hPa 等压面附近）表现得最清楚，一般可到达地面，但不一定伸展至对流层顶；副热带锋则是在对流层中上层表现得最清楚，多从对流层顶延伸向下，往往不到达地面。:46

### 行星锋区
极锋和副热带锋是地球的行星锋区的表现，在对流层中上层的等压面上表现宽数百公里、环绕半球的等温线或等高线密集区，其高纬一侧是并列的若干气旋中心，南侧是分裂的若干反气旋中心。随着中高纬环流的变化，行星锋区的位置、强度和走向经常发生变动，并发生分支和汇合现象。行星锋区自下而上向冷区一侧即高纬一侧倾斜，因此各等压面上的等温线或等高线密集区的位置也近乎平行地向高纬一侧移动。气旋和反气旋的发生和发展多在行星锋区上进行，其活动与行星锋区有密切的关联。:45-46

## 结构特征

### 气团边界面
为对锋的结构进行动力学分析以模拟真实情况，常以两类模型对锋面进行简化：
1. 零级不连续面模型将锋区简化为冷暖气团之间的物质面，也即锋面，锋面上有密度或温度的不连续性；
2. 一级不连续面模型将锋区简化为密度均匀变化的过渡区域，也即锋区，锋区与冷暖气团边界面上的密度或温度连续，但其梯度不连续。

#### 零级不连续
锋的零级不连续是指锋附近的气象要素（通常是温度或密度）在锋面处发生不连续的现象，在大气中满足零级不连续条件的锋面需要同时满足两个条件：
1. 动力学条件，即气压在通过锋面时连续；
2. 运动学条件，即垂直于锋线的风的分量在通过锋面时连续。

其中，动力学条件保证了由气压梯度决定的气压梯度力在锋面处不为无穷大，运动学条件则保证了锋面附近不会出现真空或空气质点堆积的现象。根据流体力学理论，同时满足上述条件的锋面的移动速度与垂直于锋线的风的分速相等。因此，理论上组成锋面的质点不变，锋面是一个假想的物质面。

#### 一级不连续
锋的一级不连续是指锋附近的气象要素在边界面上连续，但其一阶导数在边界面上不连续的现象。在密度一级不连续的条件下，锋被视作是具有一定水平宽度和垂直厚度的过渡区域，其与暖气团的界面被称为暖界面或上界面，与冷气团的界面则被称为冷界面或下界面。锋区内部的温度水平梯度、位温垂直梯度和变压梯度等气象要素较气团内部更大，气压场在边界面上二级不连续。

### 边界面坡度
锋面坡度是锋面和锋区的边界面相对于地面的倾斜程度，以锋面为例，其计算公式最早由奥地利气象学家马克思·马古列斯在1906年给出：
{\displaystyle \tan \alpha ={\frac {f}{g}}{\bar {T}}{\frac {\Delta V_{g}}{\Delta T}}+{\frac {f}{g}}{\bar {V_{g}}}\approx {\frac {f}{g}}{\bar {T}}{\frac {\Delta V_{g}}{\Delta T}}}
式中，{\displaystyle \alpha } 为锋面的倾角，{\displaystyle f} 为地转参数，{\displaystyle g} 为重力加速度的大小； {\displaystyle \Delta T} 为冷气团与暖气团的温度差，{\displaystyle \Delta V_{g}} 为冷气团与暖气团平行于锋面的地转风分速差；{\displaystyle {\bar {T}}} 和 {\displaystyle {\bar {V_{g}}}} 则为冷暖气团的平均温度和平行于锋面平均地转风分速。
根据锋面坡度公式可以得出如下结论：
1. 锋面坡度与纬度 {\displaystyle \varphi } 正相关，因此纬度越高锋面坡度越大，赤道上不存在锋面；
2. 锋面坡度与温差 {\displaystyle \Delta T} 负相关，温差为零时不存在锋面；
3. 锋面坡度与风速差 {\displaystyle \Delta V_{g}} 正相关，且风速差 {\displaystyle \Delta V_{g}>0}，锋面两侧平行与锋面的地转风分速具有气旋性切变。

锋面坡度的量级很小，中国南方的锋面坡度多在 1/200－1/500 之间，中国北方的锋面坡度则多在 1/50 － 1/200 之间，冷锋的坡度大于暖锋和准静止锋。:66-67

## 气象特征

### 温度场
锋两侧的气团间明显的温度差是锋的显著特征。
在零级不连续模型中，锋附近的温度场在锋面上出现不连续；在一级不连续模型中，锋附近的温度场在边界面上连续，但温度梯度在边界面上不连续。锋区内部的温度水平梯度要远大于锋区两侧气团内部的温度水平梯度。但由于暖空气爬升至冷空气上方，锋区内部的温度直减率和垂直梯度都特别小，并可能出现锋面逆温现象。
在等压面图上，锋区内部的等温线相对密集，分布与地面锋线大致平行，可由此大致判断出锋区所处的位置。等温线在自冷气团穿越锋区时会发生曲折，且在冷暖气团温差越大、锋面逆温越强或锋区越窄时曲折程度越大。

### 位温场
由于气块的位溫在绝热过程中守恒，天气学上常以位温代替温度以更好地分析锋面的空间结构。
等位温线的分布反映了锋面的厚度和斜率，等位温面在绝热条件下与锋面平行。与绝对温度的趋势相反的是，锋区附近的等位温线通常是自冷气团向暖气团降低，且锋区内的位温垂直梯度较气团内部的位温垂直梯度更大。

### 气压场
锋区常处在低压槽中：暖气团一侧的气压分布则较为均匀；冷气团一侧因密度更大而气压偏高，且越深入气团内部，气压越高。因此，在冷气团内部会出现指向暖气团方向的气压梯度，这使得等压线出现指向高压区的折角，也即低压槽。在锋区内部，等压线的气旋式曲率较锋区外要更大，反气旋式曲率较锋区外要更小。

### 变压场
锋区附近的变压场通过气压倾向方程描述，在地面场 {\displaystyle z=z_{0}=0} 处，气压倾向方程的形式为：
{\displaystyle {\frac {\operatorname {\partial } \!p_{z_{0}}}{\operatorname {\partial } \!t}}=-\int _{0}^{+\infty }g\left(u{\frac {\operatorname {\partial } \!\rho }{\operatorname {\partial } \!x}}+v{\frac {\operatorname {\partial } \!\rho }{\operatorname {\partial } \!y}}\right)\operatorname {d} \!z-\int _{0}^{+\infty }g\rho \left({\frac {\operatorname {\partial } \!u}{\operatorname {\partial } \!x}}+{\frac {\operatorname {\partial } \!v}{\operatorname {\partial } \!y}}\right)\operatorname {d} \!z}
式中 {\displaystyle u} 和 {\displaystyle v} 分别代表锋面移动的水平速度在 {\displaystyle x} 和 {\displaystyle y} 方向的分量，并取 {\displaystyle x} 方向与锋面垂直， {\displaystyle y} 方向与锋面平行，两者均在水平面上。式中的第一项被称为热力因子，表示地面上整个气柱中的密度平流，气柱以冷平流为主时，空气密度增大，地面气压上升；第二项被成为动力因子，表示地面上整个气柱内速度的水平散度的和，气柱净辐合时地面气压上升。由气压倾向方程可分析出如下结论：:74
1. 暖锋的锋前有暖平流，锋后暖区平流较弱，因此暖锋的锋前有负变压，锋后变压较小；同理，冷锋锋后有正变压，而锋前变压较小；静止锋两侧的变压相差不大；
2. 动力因子引起的气压变化在锋前锋后相差不大，锋前的变压代数值小于锋后的变压代数值；
3. 移动锋面引起的气压变化随着锋面移速、锋面坡度及气团密度差的增大而增大。

由于锋区边界面上的气压有二级不连续，即变压梯度不连续，锋区内部的变压梯度较锋区外更大，等压线亦更加密集，冷锋过境的短时间（数十分钟到两小时不等）内气压常发生急升现象。:79

### 风场
锋线两侧的风场具有气旋性的切变，受地面摩擦的影响，风向偏离等压线指向低压区。由因锋区内部的等压线的气旋式曲率较锋区外更大，锋区内部的气旋式切变亦较气团内部更大。通常，锋面附近的气流是辐合的，且辐合线即为地面锋线。
受锋区内温度水平梯度的影响，锋区内存在着较大的热成风。又锋区是倾斜的过渡区，因此锋区上下风的垂直切边很大。暖锋锋前的风随高度作顺时针改变，暖平流最强且热成风最大的高度即高空暖锋锋区所在处；冷锋锋后的风随高度作逆时针改变，冷平流最强且热成风最大的高度即高空冷锋锋区所在处。静止锋则没有明显的平流。在 3000 m 以上的高度，等高线与等温线趋于重合，锋区的风向随高度没有明显的变化，但风速随高度迅速增加。
锋区的上方和对流层顶的下方可能存在一个急流中心或最大风速中心。:77-78

## 锋面天气
在天气学分析中，常按锋在移动过程中气团所属的主次地位以及移动方向，将锋分为冷锋、暖锋、准静止锋（又称静止锋或準靜止锋）和锢囚锋四种类型。每一类型的锋都有相对固定的天气模式，但具体的天气过程则取决于锋面附近大气的垂直运动、大气中的水汽条件、大气的层结稳定度和当地的地理条件等因素。:49
按照锋区附近气流的移动方向，锋还可被分为上滑锋（英語：Anafront）和下滑锋（英語：Katafront）两类：上滑锋附近的暖湿空气沿气团边界面向上滑升，表现出不稳定性，从而引起明显的天气变化；而下滑锋附近的干冷空气沿气团边界面向下滑降，阻碍了暖空气的上升，从而使锋面逐渐倾向锋消，造成的温度和湿度变化较小，且降水量有限。

### 冷鋒

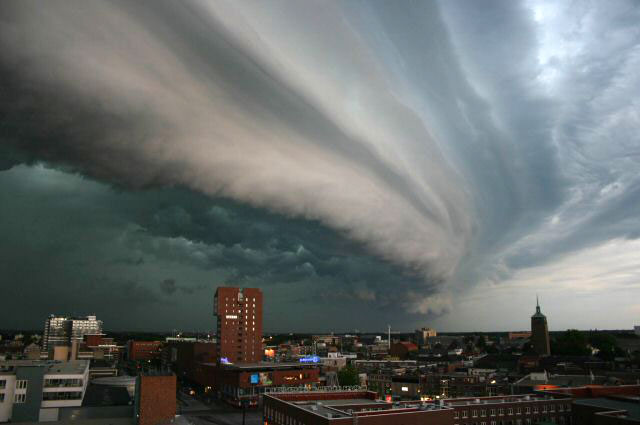
鋒面通過時的雲

冷鋒，冷氣團主動向暖氣團推進，並取代暖氣團原有位置所形成的鋒稱之為冷鋒。
由於冷氣團的密度大，暖氣團的密度小，所以冷暖氣團相遇時，冷氣團就會切入暖氣團的下方，暖氣團被迫擡升。在上升過程中，大氣逐漸冷卻，如果暖氣團中含有大量的水分，就會形成降水天氣；如果水氣含量較少，便形成多雲天氣。
- 在冷鋒過境前，由於暖空氣的積聚，往往會出現氣溫稍高的情況。
- 冷鋒過境時，以下情況將會出現：
  - 氣壓在锋前急剧下降，锋后上升
  - 氣溫下降。
  - 風向順時針轉變。
  - 出現降水甚至雷暴。

| 气象要素 | 过境前                                 | 过境时                                       | 过境后                                   |
| -------- | -------------------------------------- | -------------------------------------------- | ---------------------------------------- |
| 风向     | 偏南或偏西南                           | 快速变化                                     | 偏西或偏西北                             |
| 温度     | 相对较高                               | 急剧下降                                     | 稳定下降                                 |
| 气压     | 稳定下降                               | 达到最低值后急剧上升                         | 稳定升高                                 |
| 云系     | 卷云和卷层云增多，临近过境时出现积雨云 | 积雨云                                       | 积云为主，地面温度较高时可能有层积云出现 |
| 降水     | 短周期的强降水                         | 以雨或雪等形式出现强降水，有时伴有冰雹和雷电 | 降水强度减弱，随后放晴                   |
| 露点     | 较高                                   | 急剧下降                                     | 较低                                     |
| 能见度   | 一般或较差，有雾                       | 很差，但过境结束后提高                       | 降水结束后相对较好                       |

### 暖鋒
暖鋒，暖氣團主動向冷氣團推進，並取代冷氣團原有位置所形成的鋒稱之為暖鋒。常發生於高緯區。由於暖氣團的密度較小，所以暖氣團就會爬升到冷氣團的上方，導致大氣凝結成雲或雨。因為暖鋒移動的速度比冷鋒要慢，因此可能會連續幾天降雨或有霧（比如中国华南地区春季的“回南天”）。
當暖鋒到來時，首先見到的是一縷縷羽毛狀的捲雲，然後是高層雲，最後是雨層雲，雨層雲將帶來降雨。
- 溫度上升。
- 濕度上升。
- 出現持續性的降水。
- 氣壓在鋒前急劇下降，鋒後緩慢下降；或者鋒前緩慢下降，鋒後氣壓上升。

| 气象要素 | 过境前                                         | 过境时           | 过境后                         |
| -------- | ---------------------------------------------- | ---------------- | ------------------------------ |
| 风向     | 偏南或偏东南                                   | 多变             | 偏南或偏西南                   |
| 温度     | 相对较低，缓慢上升                             | 稳定上升         | 趋于平稳                       |
| 气压     | 常为下降                                       | 急剧下降         | 略微升高后继续下降             |
| 云系     | 卷云和卷层云增多，随后出现高层云、雨层云和层云 | 层云为主         | 放晴，伴有少量层积云           |
| 降水     | 轻微到中等程度的降水                           | 零星小雨或无降水 | 通常无降水，有时会有小雨或阵雨 |
| 露点     | 稳定升高                                       | 保持稳定         | 升高后趋于平稳                 |
| 能见度   | 很差                                           | 很差，但逐渐转好 | 较好，有薄雾                   |

### 滯留鋒（靜止鋒、準靜止鋒）
滯留鋒，又稱靜止鋒，有時候冷暖氣團實力相當，沒有一方有足夠的力量使另一方移動，兩個氣團便會僵持在一起，這時形成的鋒便稱為滯留鋒，亦稱靜止鋒、準靜止鋒。
在滯留鋒附近的地方，暖空氣中的水汽凝結成雨、雪、霧或雲。滯留鋒經常帶來較長時間的不穩定的天氣，有時會造成大範圍的大雨。
東亞季風區春末夏初的梅雨，便是由滯留鋒所帶來。
滯留鋒一段時間會轉變為暖鋒或冷鋒，亦或自行減弱。

### 囚錮鋒
由於冷氣團移動較快，暖氣團移動較慢，於是在一個溫帶氣旋中，冷鋒將追趕上暖鋒，最後冷鋒與暖鋒相疊，地面全部被冷空氣占据，暖空氣舉昇至高空中，便形成囚錮鋒。
囚錮鋒與溫帶氣旋有關。囚錮鋒的出現，意味著溫帶氣旋達到其最大強度，但同時也意味著溫帶氣旋將逐漸減弱。囚錮鋒能帶來多種的天氣，但一般而言與降水有關。（一般來說，囚錮鋒的天氣特點是冷鋒與暖鋒這兩個鋒面系統天氣特點的總和。）
囚錮鋒按照其帶來的溫度改變分為三類，即：
| 種類         | 特點                                                     |
| ------------ | -------------------------------------------------------- |
| 暖鋒型囚錮鋒 | 追上暖锋的冷鋒其後冷气团的温度比暖锋前的冷气团的温度高   |
| 冷鋒型囚錮鋒 | 追上暖锋的冷鋒其後冷气团的温度比暖锋前的冷气团的温度低   |
| 中性囚錮鋒   | 追上暖锋的冷鋒其後冷气团的温度与暖锋前的冷气团的温度相等 |

三類囚錮鋒的形成原因：由於囚錮鋒由冷鋒與暖鋒重疊產生，有兩個冷氣團夾一個暖氣團，故兩個冷氣團本身的溫度將決定囚錮鋒的類型。

## 拓展阅读
- 寿绍文主编．中尺度天气学（第三版）．北京：气象出版社，2016．ISBN 978-7-502-96347-7．
- 孙淑清，高守亭．现代天气学概论．北京：气象出版社，2005．ISBN 978-7-502-94030-0．
- 伍荣生，高守亭，谈哲敏．锋面过程与中尺度扰动．北京：气象出版社，2004．ISBN 978-7-502-93867-3．
- 朱乾根等．天气学原理和方法（第四版）．北京：气象出版社，2007．ISBN 978-7-502-90989-5．